# Kennedy Island (Brits-Columbia)

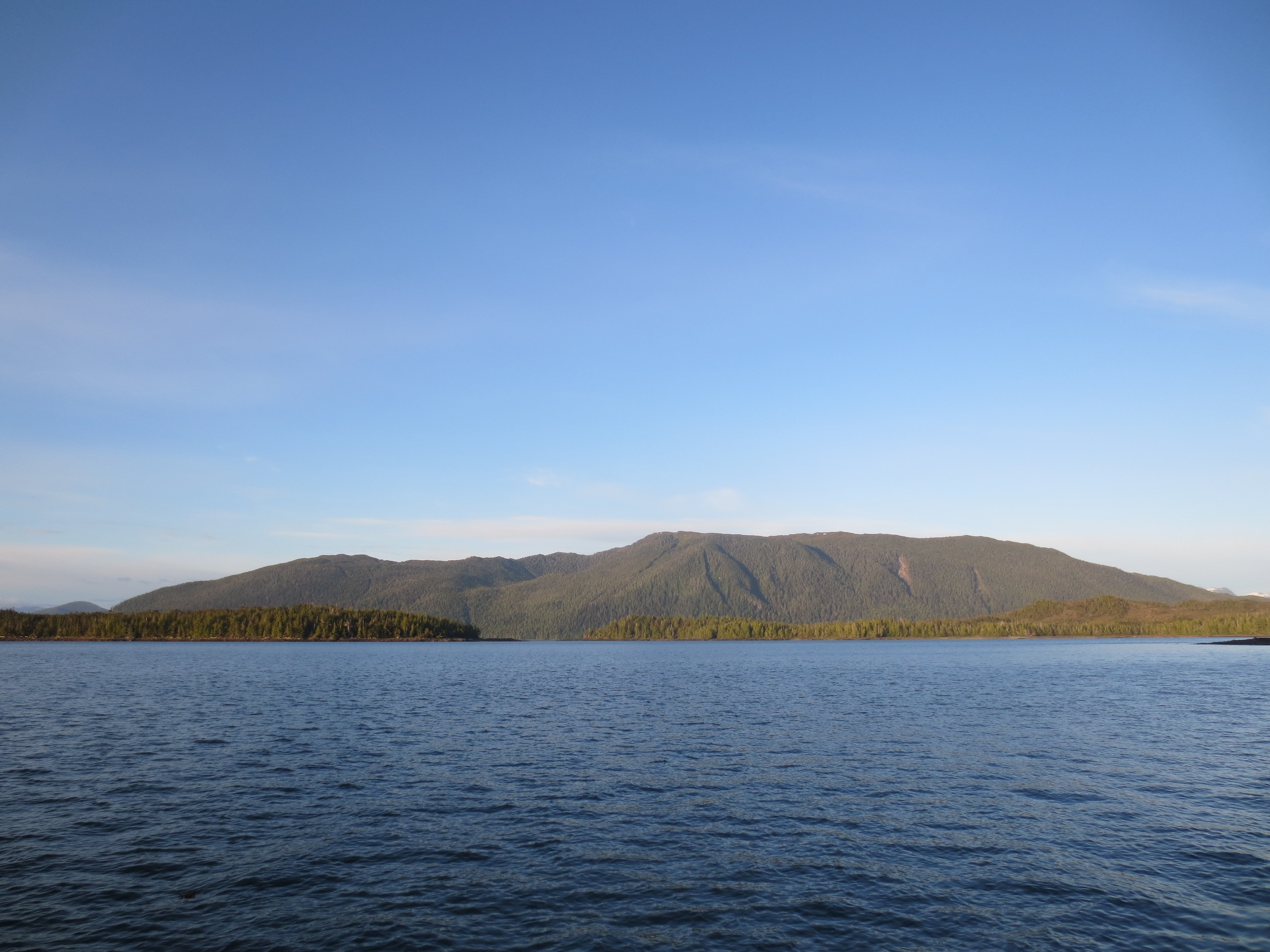
Westkant van Kennedy Island

Kennedy Island is een eiland in het westen van Brits-Columbia in Canada.

## Geografie
Het eiland heeft noord-zuid een lengte van ruim tien kilometer. Ten noorden van het eiland ligt Smith Island en De Horsey Island, ten oosten aan de overzijde van de Telegraph Passage het vasteland van Canada, ten zuiden van enkele kleinere eilanden Pitt Island en ten westen Porcher Island. Ten westen van het eiland ligt de Arthur Passage die ten noordwesten van het eiland overgaat in de Malacca Passage en ten zuiden van het eiland splitst in het zuidwestwaarts gaande Ogden Channel en de zuidoostwaarts gaande Grenville Channel. Ten noorden van het eiland ligt de Marcus Passage die in het noordwesten gevoed wordt door de Skeena River.
De wateren rond het eiland liggen in de mariene ecoregio Noord-Amerikaans Pacifisch Fjordland.